# Distretto di Keles
Il distretto di Keles (in turco Keles ilçesi) è uno dei distretti della provincia di Bursa, in Turchia.